# 上海博物館
上海博物館（シャンハイはくぶつかん、簡体字中国語: 上海博物馆、拼音: Shànghǎi Bówùguăn）は中華人民共和国上海市黄浦区に位置する博物館である。北京の故宮博物館、南京博物館とともに中国三大博物館の一に数えられる

## 沿革
1952年に旧租界の競馬場跡地に上海市立博物館が建設された。その後数回の移転が繰り返されたが、最終的に1993年、人民広場に移転が決定し、総延べ床面積39600m2の新館が1996年に完成、同年10月12日に移転、一般公開された。

## 外観
博物館の外観は最上部に円盤を頂き、下部が鼎の形状を模している。さらに、一見『取っ手』のような半円形の構造物が最上部に弧を上、弦を下に東西南北に設置されている。
このような外観は、天円地方という古代からの中国の世界観、宇宙観を示していると同時に、鼎に代表される青銅器コレクションを示している。

## 収蔵品と展示
上海博物館の膨大なコレクションの内、世界の耳目を集めるのは青銅器である。博物館の外観がそもそも青銅器を象ったものである。このほか書画・彫刻・印章・磁器・陶器・明清家具など11もの常設の展示室（館）がある。

### 1階
- 中国古代青銅館　世界的に評価の高い青銅器を展示している。商（殷）周期の青銅器や春秋晩期の酒樽など400点が展示されている[2]。
- 中国古代彫塑館　戦国時代から明時代までのおよそ2000年にわたり作られた、120点の彫刻と塑像を展示している[3]。

### 2階
- 中国古代陶磁館 　さまざまな作風を見比べることができる魅力的な土器や陶磁器およそ500点が時代順に並べられている[3]。この陶磁器が上海博物館の誇りでもあり、他ではみることのできない貴重な品々が数多く展示されている[2]。
- 暫得楼陶磁館　著名な中国文化鑑賞家だった胡恵春が収集し、上海博物館に寄贈した358点の中から特に優れた130点の陶磁器を展示している[3]。

### 3階
- 中国歴代絵画館　上海博物館は、中国国内で最も多く歴代の書画を保有する博物館である[4]。唐時代から清時代の水墨画や彩色画が120点余り展示されている[5]。
- 中国歴代印章館　およそ500点の印章が展示され、古いものは3000年以上も前のものまである[5]。
- 中国歴代書法館　100点を超える宋から清時代の書が、時代別に展示されている[5]。

### 4階

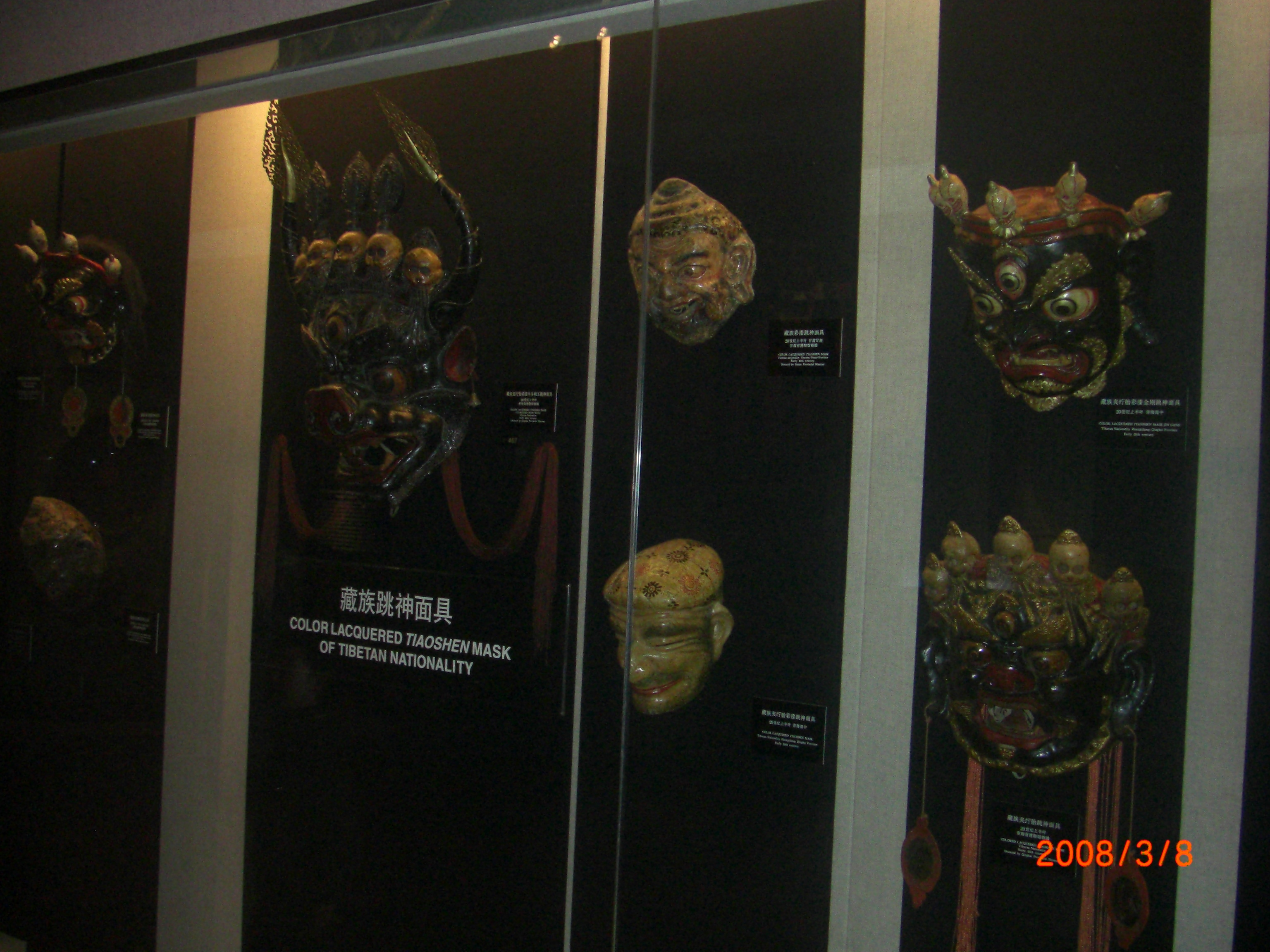
チベット族の神面（中国少数民族工芸館）

- 中国少数民族工芸館 　少数民族の衣装、装飾品、工芸品、織物、刺繍など約600点が陳列されている。特に民族衣装と仮面の種類が多い[6]。
- 中国古代玉器館　400点余りの古代から清時代の玉器が展示されている[6]。
- 中国明清家具館　明・清代の家具100点余りが展示されている。木製とりわけ紅木製のものが多い[6]。
- 中国歴代銭幣館　3000年前のものから近代に至る各時代の7000点にもおよぶ貨幣が展示され、陶磁器とともに上海博物館が誇る収蔵品となっている[6]。

## アクセス
- 上海軌道交通1号線・2号線・8号線の人民広場駅下車徒歩約7分[1]